# Clotilde Pascual i Fibla
Clotilde Pascual Fibla, també coneguda com a Clotilde Fibla o Clotilde P. Fibla, (Barcelona, 1885 — ibídem, 20 de desembre de 1957) fou una pintora i escultora catalana.

## Biografia
Va rebre el seu primer cognom de Pau Pascual i Perellada (1838-1881), natural de Santa Coloma de Cervelló marit difunt de la seva mare, i fou filla de Joaquima Fibla i Fibla (1848-*), natural d'Ulldecona. Formada a l'Acadèmia Borrell i a altres institucions barcelonines, ben aviat es traslladà a Mallorca, per residir a Llucalcari, acabada de casar amb el també pintor i col·leccionista Sebastià Junyer i Vidal (es van casar a Barcelona el 13 d'abril de 1903). A casa seva es reuní durant anys l'anomenat Grup de Deià, que incloïa principalment Joan Antoni Fuster Valiente, Antoni Gelabert, Santiago Rusiñol i Joaquim Mir. La seva germana Joaquima (1881-1977) es va casar el mateix dia amb el germà de Sebastià, Carles Junyer i Vidal, i també van residir a Llucalcari i van participar en el grup.
Exposà a Palma el 1922 i el 1927 al Saló de la Veda. A Barcelona, va participar en el concurs Plandiura l'any 1923, amb tres natures mortes titulades Gall, Pomes i Cebes, que es van exposar a les Galeries Laietanes. Posteriorment, també va presentar la seva obra individualment de nou a les Galeries Laietanes (1927), la Sala Parés (1930), les Galeries Costa (1931 i 1935) i la Sala Busquets (1936), on va presentar un tríptic i tres escultures de bronze. També va exposar en algunes ciutats europees i nord-americanes. Igualment, consta entre els participants de l'Exposició de Primavera del 1936, organitzada per la Junta Municipal d'Exposicions d'Art, que es va fer al Palau de la Metal·lúrgia, on va presentar les obres Gira-sols, Peixos, pot i vidre i Paisatge amb peixos. Segons consta en el catàleg d'aquesta mostra, en aquell moment vivia al carrer Trafalgar de Barcelona.
Tot i que inicialment va destacar com una pintora de paisatges de Mallorca, després de deixar l'illa es va dedicar principalment als bodegons de fruites, flors i peixos. Feia ús de colors intensos i saturats, amb predomini de blaus, verds i ocres, que feia servir amb temperament i intuïció. Les composicions són delicades de dibuix i exuberants de formes. Es dedicà també a l'escultura, amb peces en bronze i terracota policromada. El seu art va ser qualificat per la crítica de vigorós i ple d'ímpetu i, alhora, d'un lirisme penetrant.
El seu nebot Joan Junyer i Fibla també va ser un pintor conegut i va heretar la casa de Llucalcari.